# Josef Haken

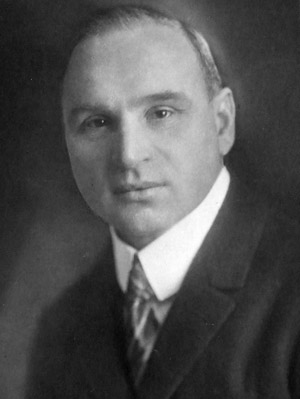
Josef Haken vor 1938

Josef Haken  (* 20. Mai 1880 in Markvartice u Sobotky; † 3. Mai 1949 in Prag) war ein tschechoslowakischer Politiker der KPTsch.

## Leben
Haken absolvierte die Schule in seinem Geburtsort Markvartice. Ab 1892 besuchte er die Stadtschule in Sobotka. In den Jahren von 1896 bis 1900 studierte er am Lehrerinstitut in Jičín, wo er sein Abitur machte. Er arbeitete in der Folge als Lehrer und diente als Offizier im Ersten Weltkrieg. Im Jahr 1915 wurde er an die serbische Front geschickt und ab 1916 kämpfte er an der italienischen Front. Nach Ende des Krieges war er Abgeordneter der Nationalversammlung der Tschechoslowakischen Republik zunächst für die Tschechoslowakische Sozialdemokratische Arbeiterpartei, später für die Kommunistische Partei der Tschechoslowakei. 1924 und 1925 war er Parteiführer der Kommunistischen Partei der Tschechoslowakei. Von 1929 an war er Senator der Nationalversammlung der Tschechoslowakischen Republik und trat 1936 aus Gesundheitsgründen zurück. 

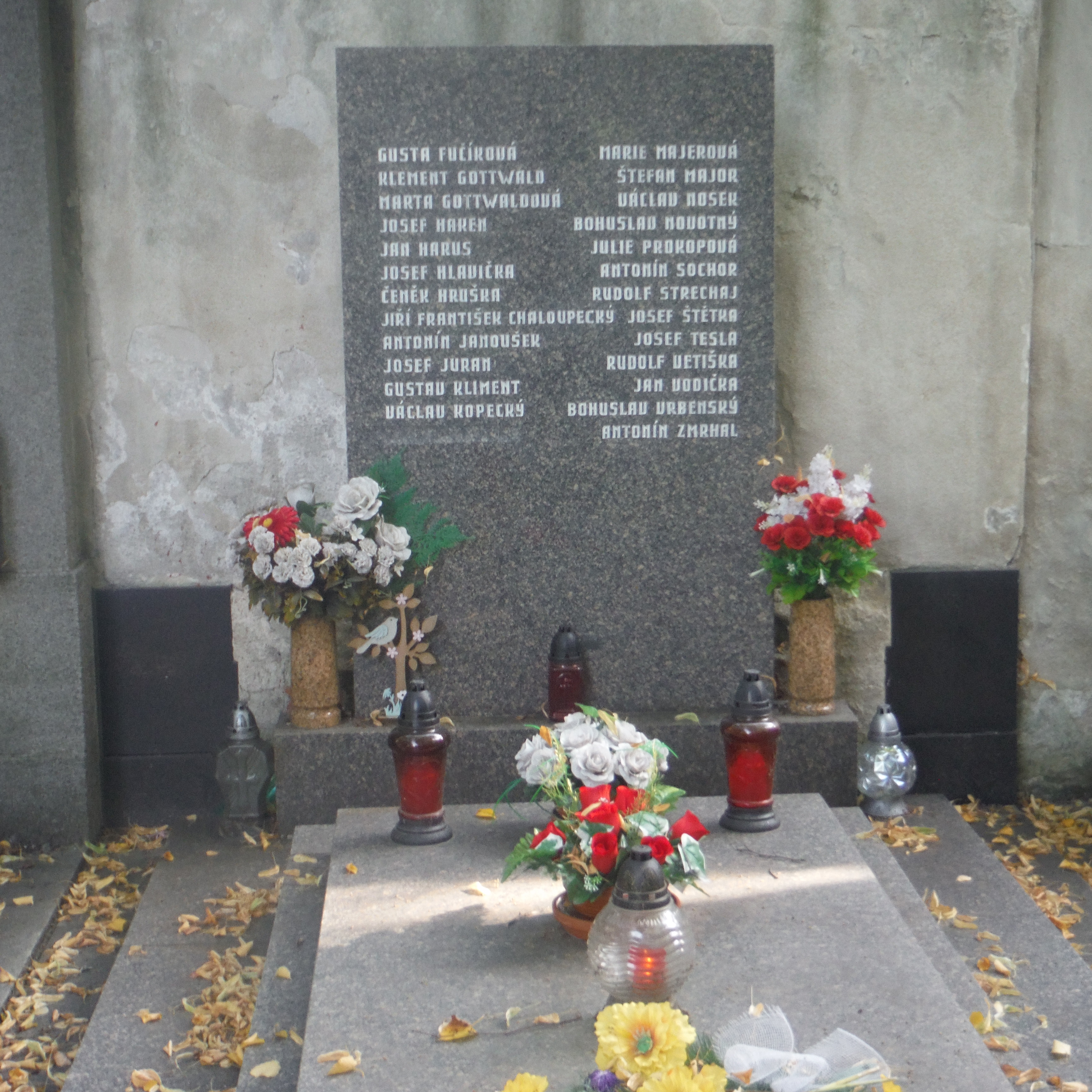
Sammelgrab in den Olšany-Friedhöfen mit den Urnen, welche ursprünglich im Nationaldenkmal am Veitsberg bestattet waren

Josef Haken starb 1949 im Alter von 68 Jahren in Prag. Er wurde kremiert, seine Urne fand ihren Platz neben der Klement Gottwalds im Nationaldenkmal am Veitsberg und wurde dort zusammen mit der Asche weiterer bedeutender tschechoslowakischer Kommunisten bis 1990  aufbewahrt. Nach der Samtenen Revolution wurden die Urnen schließlich aus dem Nationaldenkmal entfernt und in einem Sammelgrab in den Olšany-Friedhöfen bestattet.